# Eccellenza Abruzzo 2014-2015
Il campionato italiano di calcio di Eccellenza regionale 2014-2015 è il ventiquattresimo organizzato in Italia. Rappresenta il quinto livello del calcio italiano. Si conclude con la vittoria dell'Avezzano (al suo primo titolo) che quindi approda in Serie D; capocannoniere del torneo è Pasquale Moro (dell'Avezzano) con 23 reti.

## Stagione

### Novità
Rispetto alla precedente stagione arrivano nel massimo campionato regionale dalla Promozione il Martinsicuro (dopo due anni di assenza) e due squadre debuttanti in Eccellenza come il Borrello e il Paterno; dalla Serie D retrocedono la Renato Curi Angolana (alla seconda retrocessione consecutiva, ma questa volta non può usufruire del ripescaggio che gli aveva permesso di rimanere in Serie D nella stagione precedente) ed il Sulmona che riesce a rimanere solamente un anno in quarta serie.

Da segnalare il ripescaggio del Cupello (nato dalla fusione fra Virtus Cupello e United Cupello) che prende il posto della Rosetana che dopo alcune stagioni tribolate non si iscrive al campionato risultando così l'ennesima storica società a scomparire dal panorama del calcio dilettantistico abruzzese.
Per la quarta volta consecutiva la provincia di Chieti è la più rappresentata (anche se il numero di squadre scende da otto a sette) seguita da quella di Teramo a quota cinque, sono previste due stracittadine durante la stagione, il derby avezzanese fra Avezzano e Paterno e quella di Vasto fra la Vastese ed il Vasto Marina.
Sulla carta la favorita numero uno al titolo è l'Avezzano che, dopo l'eliminazione ai play-off nazionali della stagione precedente, punta ad ritorno nella quarta serie. Le outsider più accreditate sono la Renato Curi Angolana, appena retrocessa dopo 9 anni consecutivi di Serie D, il Pineto e la Vastese.

### Formula
La formula del campionato prevede la promozione diretta in Serie D per la squadra che giunge in prima posizione in campionato, con play-off tra le squadre comprese tra la seconda e la quinta posizione per l'accesso agli spareggi nazionali. Lo schema prevede semifinali in partita unica tra la seconda e la quinta e tra la terza e la quarta classificata da disputarsi in casa della squadra con la miglior posizione tra le due; in caso di distanza in classifica superiore ai nove punti tra le due contendenti la semifinale non si disputa e la squadra meglio classificata accede alla finale; questa si terrà in campo neutro tra le due squadre qualificate, e la vincente accederà agli spareggi interregionali per la promozione in Serie D.
I play-off regionali non verranno disputati qualora la seconda classificata abbia più di nove punti di vantaggio sulla terza, accedendo così direttamente alla fase nazionale.
Qualora tra le squadre in zona play-off sia presente una squadra già promossa in Serie D tramite la Coppa Italia Dilettanti 2014-2015, subentrerà ad essa la sesta classificata.
Le retrocessioni nel campionato di Promozione possono essere tre o quattro, in base ai risultati derivanti dalla Serie D; la squadra in diciottesima posizione retrocede direttamente, mentre le società tra la quattordicesima e la diciassettesima posizione disputano i play-out con una griglia speculare a quella dei play-off (14ª-17ª e 15ª-16ª), in partita secca in casa della meglio classificata, le due sconfitte retrocedono anch'esse di categoria; qualora si renda necessario si disputa anche un ulteriore spareggio fra le due vincenti per decretare la quarta squadra retrocessa. Nel caso di un divario in classifica tra le due contendenti di almeno dieci punti il play-out in questione non si disputa e si ha la retrocessione diretta della peggior classificata.
Il calendario prevede tre turni infrasettimanali, due nel girone di andata (il 24 settembre ed il 29 ottobre) ed uno in quello di ritorno (il 6 gennaio), salvo eventuali recuperi. Sono previste due soste, quella natalizia (tra fine dicembre ed inizio gennaio) e quella pasquale (il 5 aprile).

### Avvenimenti

#### Girone di andata
In avvio di campionato è il Pineto a prendere il comando con sette vittorie nelle prime dieci giornate; buone anche le partenze di San Salvo, Torrese e Paterno che si portano subito a ridosso del vertice della classifica; in coda la situazione del Sulmona è disperata tanto che la squadra bianco-rossa riesce a raccogliere il primo punto soltanto alla dodicesima giornata con il pareggio a reti bianche contro il Vasto Marina.
Il 10 dicembre 2014 il Borrello, dopo aver conquistato dodici punti in sedici giornate ed aver iniziato a smantellare la propria rosa, tramite la propria dirigenza annuncia la decisione di ritirarsi dal campionato in corso, con l'intenzione di non presentare una squadra nelle successive partite. Dato che la squadra biancorossa si ritira prima del termine del girone d'andata (avendo disputato sedici partite delle diciassette previste) tutti i risultati fino ad allora acquisiti (tre vittorie contro Sulmona, Renato Curi Angolana e Cupello, tre pareggi contro Capistrello, Paterno e Torrese e dieci sconfitte) vengono annullati e non hanno valenza nello stilare la classifica finale. Nelle successive partite le squadre che avrebbero dovuto affrontare il Borrello avranno una giornata di riposo.
Al termine del girone d'andata in testa c'è la matricola Paterno seguita dal Francavilla e dal favorito Avezzano; rallenta il Pineto così come San Salvo e Torrese che sono risucchiate a centro classifica; sorprendono la neopromossa Martinsicuro (trascinata da Alessio Rosa, 13 reti nel solo girone d'andata) e il Capistrello. Nella parte bassa della classifica si registrano le brutte partenze di Miglianico, Acquaesapone, Alba Adriatica e Vasto Marina oltre al Sulmona, che riuscirà ad ottenere la prima vittoria solo alla diciottesima giornata nel match esterno contro l'Alba Adriatica.

#### Girone di ritorno
Nella seconda parte di campionato il Paterno, l'Avezzano e il Francavilla si staccano dalle altre compagini e restano le uniche a contendersi la promozione, in zona play-off si assestano il San Salvo e la Renato Curi Angolana; entra in crisi il Pineto che, nonostante l'ottima partenza, finirà il campionato in ottava posizione e si separa da Lino Ciarrocchi, storico allenatore della formazione bianco-azzurra che era in carica da quasi sei anni; delude anche la Vastese che, nonostante venisse indicata come una delle favorite, disputa un torneo anonimo concluso al decimo posto.

Le sorprese di metà stagione, Martinsicuro e Capistrello, disputano entrambe un girone di ritorno disastroso e riusciranno a salvarsi soltanto nelle ultime giornate; il Cupello invece nel 2015 cambia marcia e con un attacco folgorante (57 reti, secondo solo all'Avezzano) si assicura la salvezza con largo anticipo. Torrese, Miglianico e Montorio rispettano le aspettative di inizio stagione con un campionato tranquillo disputato quasi interamente a metà classifica.
Nelle ultime giornate rallentano sia la Renato Curi Angolana (che chiude quinta, esclusa dagli spareggi per via dell'eccessivo distacco dalla seconda classificata) che il Francavilla che si stacca dal duo di testa e all'ultima giornata viene superato dal San Salvo, che chiude al terzo posto. Il testa a testa fra Avezzano e Paterno viene deciso all'ultimo minuto dell'ultima giornata quando Michele Bisegna (18 gol in diciassette partite) decide il match contro la Vastese con un perfetto calcio di punizione dando alla squadra biancoverde la promozione in Serie D e relegando il Paterno ai play-off.

Nelle zone di bassa classifica oltre all'anticipata retrocessione del Sulmona, torna in Promozione anche il Vasto Marina che, con una formazione imbottita di giovani, non riesce ad accorciare il distacco da chi lo precede ed assicurarsi quantomeno i play-out. Conquistano la salvezza sul campo sia l'Alba Adriatica che l'Acquesapone che però dovranno disputare uno spareggio che decreterà chi fra le due retrocederà in caso di una doppia retrocessione di squadre abruzzesi dalla Serie D.

## Squadre partecipanti
| Club                   | Città (provincia)               | Stadio                                         | Stagione 2013-2014         |
| ---------------------- | ------------------------------- | ---------------------------------------------- | -------------------------- |
| Acqua&Sapone           | Montesilvano (PE)               | Stadio Comunale Montesilvano                   | 14ª in Eccellenza Abruzzo  |
| A.S.D. Alba Adriatica  | Alba Adriatica (TE)             | Stadio Alberto Tommolini (Martinsicuro)        | 8ª in Eccellenza Abruzzo   |
| A.S.D. Avezzano Calcio | Avezzano (AQ)                   | Stadio dei Marsi                               | 2ª in Eccellenza Abruzzo   |
| A.S.D. Borrello        | Borrello (CH)                   | Stadio Comunale di Guardiagrele (Guardiagrele) | 1ª in Promozione Abruzzo/B |
| A.S.D. Capistrello     | Capistrello (AQ)                | Stadio Comunale                                | 4ª in Eccellenza Abruzzo   |
| A.S.D. Cupello Calcio  | Cupello (CH)                    | Stadio Comunale                                | 15ª in Eccellenza Abruzzo  |
| A.S.D. Francavilla     | Francavilla al Mare (CH)        | Stadio Comunale Valle Anzuca                   | 10ª in Eccellenza Abruzzo  |
| A.S.D. Martinsicuro    | Martinsicuro (TE)               | Stadio Alberto Tommolini                       | 1ª in Promozione Abruzzo/A |
| A.S.D. Miglianico      | Miglianico (CH)                 | Stadio Fratelli Ciavatta                       | 6ª in Eccellenza Abruzzo   |
| A.S.D. Montorio 88     | Montorio al Vomano (TE)         | Stadio Giampiero Pigliacelli                   | 12ª in Eccellenza Abruzzo  |
| A.S.D. Paterno         | Paterno (Avezzano) (AQ)         | Stadio dei Marsi                               | 2ª in Promozione Abruzzo/A |
| A.S. Pineto Calcio     | Pineto (TE)                     | Stadio Comunale Mimmo Pavone                   | 9ª in Eccellenza Abruzzo   |
| Renato Curi Angolana   | Città Sant'Angelo (PE)          | Stadio Leonardo Petruzzi                       | 16ª in Serie D gir.F       |
| U.S. San Salvo A.S.D.  | San Salvo (CH)                  | Stadio Comunale Davide Bucci                   | 7ª in Eccellenza Abruzzo   |
| A.S.D. Sulmona         | Sulmona (AQ)                    | Stadio Francesco Pallozzi                      | 14ª in Serie D gir.F       |
| Pol.Dil. Torrese       | Villa Torre di Castellalto (TE) | Stadio Dino Besso (San Nicolò a Tordino)       | 3ª in Eccellenza Abruzzo   |
| A.S.D. Vastese Calcio  | Vasto (CH)                      | Stadio Aragona                                 | 5ª in Eccellenza Abruzzo   |
| F.C.D. Vasto Marina    | Vasto (CH)                      | Stadio Aragona                                 | 13ª in Eccellenza Abruzzo  |

## Classifica finale
|  | Pos. | Squadra        | Pt | G  | V  | N  | P  | GF | GS | DR  |
|  | ---- | -------------- | -- | -- | -- | -- | -- | -- | -- | --- |
|  | 1.   | Avezzano       | 71 | 32 | 23 | 2  | 7  | 76 | 38 | +38 |
|  | 2.   | Paterno        | 70 | 32 | 21 | 7  | 4  | 50 | 19 | +31 |
|  | 3.   | San Salvo      | 61 | 32 | 19 | 4  | 9  | 46 | 30 | +16 |
|  | 4.   | Francavilla    | 60 | 32 | 17 | 9  | 6  | 46 | 28 | +18 |
|  | 5.   | R.C. Angolana  | 55 | 32 | 16 | 7  | 9  | 44 | 33 | +11 |
|  | 6.   | Torrese        | 47 | 32 | 13 | 8  | 11 | 53 | 48 | +5  |
|  | 7.   | Cupello        | 46 | 32 | 13 | 7  | 12 | 57 | 48 | +9  |
|  | 8.   | Pineto         | 44 | 32 | 11 | 11 | 10 | 35 | 32 | +3  |
|  | 9.   | Miglianico     | 42 | 32 | 11 | 9  | 12 | 36 | 37 | -1  |
|  | 10.  | Montorio 88    | 42 | 32 | 12 | 6  | 14 | 41 | 48 | -7  |
|  | 11.  | Pro Vasto      | 40 | 32 | 9  | 13 | 10 | 31 | 36 | -5  |
|  | 12.  | Capistrello    | 39 | 32 | 11 | 6  | 15 | 33 | 32 | +1  |
|  | 13.  | Martinsicuro   | 37 | 32 | 9  | 10 | 13 | 39 | 46 | -7  |
|  | 14.  | Acqua&Sapone   | 34 | 32 | 8  | 10 | 14 | 38 | 50 | -12 |
|  | 15.  | Alba Adriatica | 33 | 32 | 9  | 6  | 17 | 36 | 53 | -17 |
|  | 16.  | Vasto Marina   | 20 | 32 | 5  | 5  | 22 | 25 | 65 | -40 |
|  | 17.  | Sulmona        | 12 | 32 | 2  | 6  | 24 | 23 | 64 | -41 |
|  | ---  | Borrello       | -  | -  | -  | -  | -  | -  | -  | -   |

Legenda:

      Promossa in Serie D 2015-2016

      Ammessa ai play-off nazionali.

      Retrocesse in Promozione 2015-2016 dopo i play-out.

      Retrocesse in Promozione 2015-2016 direttamente.

Note:
Tre punti a vittoria, uno a pareggio, zero a sconfitta.

## Risultati

### Tabellone
|                          | 200 | ALB | AVE | CAP | CUP | FRA | MAR | MIG | MON | PAT | PIN | REN | S.  | SUL | TOR | VAS | VAS |
| 2000 Calcio Acquaesapone |     | 2-0 | 0-1 | 1-4 | 4-1 | 1-2 | 1-0 | 1-1 | 2-2 | 1-3 | 0-0 | 1-0 | 2-2 | 2-0 | 1-1 | 2-2 | 5-2 |
| Alba Adriatica           | 1-1 |     | 2-1 | 2-0 | 2-4 | 0-0 | 0-2 | 1-1 | 5-3 | 1-3 | 1-2 | 0-2 | 1-2 | 1-2 | 0-5 | 2-1 | 2-0 |
| Avezzano Calcio          | 4-1 | 2-1 |     | 2-0 | 1-0 | 0-2 | 4-2 | 2-0 | 4-1 | 0-3 | 2-1 | 3-4 | 2-1 | 7-0 | 5-1 | 3-2 | 5-0 |
| Capistrello              | 0-2 | 0-0 | 2-3 |     | 0-0 | 1-1 | 0-1 | 1-2 | 4-2 | 0-1 | 0-1 | 2-3 | 2-0 | 2-0 | 2-0 | 4-2 | 3-0 |
| Cupello Calcio           | 2-0 | 5-2 | 1-0 | 2-0 |     | 4-2 | 4-1 | 3-0 | 2-0 | 0-0 | 1-3 | 2-1 | 0-2 | 8-5 | 3-6 | 0-1 | 5-1 |
| Francavilla              | 1-0 | 4-0 | 2-1 | 0-0 | 1-0 |     | 2-0 | 1-0 | 3-2 | 0-2 | 1-1 | 1-1 | 1-2 | 2-0 | 3-0 | 1-1 | 1-0 |
| Martinsicuro             | 1-1 | 1-1 | 2-2 | 0-0 | 2-1 | 0-3 |     | 4-0 | 3-1 | 0-1 | 2-1 | 2-4 | 3-1 | 0-1 | 1-0 | 2-2 | 2-2 |
| Miglianico Calcio        | 3-0 | 0-2 | 1-2 | 2-0 | 2-0 | 1-1 | 0-0 |     | 3-1 | 1-1 | 0-0 | 0-1 | 3-1 | 3-2 | 1-1 | 2-0 | 2-0 |
| Montorio 88              | 3-1 | 1-0 | 2-1 | 1-0 | 3-1 | 0-0 | 2-0 | 1-0 |     | 0-4 | 0-0 | 1-0 | 0-2 | 2-1 | 1-1 | 0-0 | 4-0 |
| Paterno                  | 2-1 | 1-0 | 1-3 | 1-0 | 0-0 | 1-2 | 1-1 | 2-0 | 2-0 |     | 2-0 | 2-0 | 0-0 | 1-0 | 1-2 | 1-0 | 1-0 |
| Pineto Calcio            | 3-0 | 0-1 | 2-2 | 0-1 | 2-2 | 2-0 | 2-1 | 0-0 | 2-1 | 0-2 |     | 0-1 | 0-3 | 1-0 | 0-0 | 2-1 | 4-1 |
| Renato Curi Angolana     | 2-0 | 1-1 | 1-3 | 0-1 | 0-0 | 2-1 | 2-1 | 2-1 | 1-0 | 2-2 | 0-0 |     | 1-2 | 1-0 | 0-1 | 1-1 | 3-1 |
| S. Salvo                 | 0-1 | 2-1 | 0-1 | 2-0 | 2-1 | 3-1 | 2-1 | 2-1 | 3-0 | 0-0 | 2-1 | 0-1 |     | 2-0 | 3-2 | 2-1 | 1-0 |
| Sulmona                  | 1-1 | 0-2 | 1-3 | 0-0 | 1-1 | 0-1 | 0-1 | 0-1 | 0-3 | 1-2 | 2-2 | 2-3 | 0-1 |     | 1-1 | 0-1 | 0-0 |
| Torrese                  | 2-0 | 3-2 | 0-2 | 0-3 | 3-2 | 2-3 | 2-0 | 2-3 | 2-2 | 1-3 | 1-1 | 2-1 | 2-1 | 6-0 |     | 1-1 | 2-1 |
| Vastese                  | 2-2 | 1-0 | 1-2 | 1-0 | 1-1 | 1-1 | 1-1 | 1-1 | 1-0 | 2-1 | 1-0 | 0-0 | 1-0 | 1-0 | 0-1 |     | 0-0 |
| Vasto Marina             | 2-1 | 1-2 | 1-3 | 0-1 | 0-1 | 0-2 | 2-2 | 2-1 | 0-2 | 1-3 | 1-2 | 0-3 | 0-0 | 3-2 | 1-0 | 3-0 |     |

## Spareggi

### Play-off

#### Semifinali
Il play-off fra il Paterno e la Renato Curi Angolana (rispettivamente la seconda e la quinta classificata) non si disputa a causa di un distacco fra le due squadre maggiore di nove punti; di conseguenza la squadra marsicana accede direttamente alla finale play-off.
| Squadra 1 | Risultato | Squadra 2   |
| --------- | --------- | ----------- |
| San Salvo | 0 - 1     | Francavilla |

| San Salvo 3 maggio 2015 | San Salvo | 0 – 1 | Francavilla |  |

#### Finale
| Squadra 1 | Risultato   | Squadra 2   |
| --------- | ----------- | ----------- |
| Paterno   | 0 - 0 (dts) | Francavilla |

| Città Sant'Angelo 10 maggio 2015 | Paterno | 0 – 0 (d.t.s.) | Francavilla |  |

Il Paterno accede agli spareggi nazionali a causa del miglior piazzamento in classifica; viene eliminato al primo dalla squadra laziale del Serpentara.

### Play-out
I play-out non si disputano poiché sia l'Acquaesapone che l'Alba Adriatica hanno un vantaggio di oltre nove punti su Sulmona e Vasto Marina, di conseguenza queste ultime due squadre retrocedono direttamente Promozione.
| Squadra 1    | Risultato | Squadra 2      |
| ------------ | --------- | -------------- |
| Acqua&Sapone | 3 - 2     | Alba Adriatica |

| Castelnuovo Vomano 17 maggio 2015 | Acqua&Sapone | 3 – 2 | Alba Adriatica |  |

Lo spareggio play-out fra Acquaesapone ed Alba Adriatica, conclusosi con la vittoria dei gialloverdi, si è rilevato inutile poiché l'Amitermina, la seconda squadra abruzzese a rischio retrocessione in Serie D si è poi salvata ai play-out.

## Verdetti finali
- Avezzano promosso in Serie D 2015-2016.
- Sulmona e Vasto Marina retrocesse direttamente in Promozione Abruzzo 2015-2016.
- Borrello ritirato dal campionato.

## Fase Regionale Coppa Italia Dilettanti
La Lega Nazionale organizza, per la stagione sportiva 2014/15, la 49ª edizione della Coppa Italia Dilettanti, alla quale hanno diritto di partecipare tutte le società di Eccellenza.
La prima fase (fase regionale) è organizzata dai singoli comitati regionali. Alla seconda fase (fase nazionale), organizzata direttamente dalla Lega Dilettanti, partecipano le 19 squadre vincitrici delle fasi regionali delle singole regioni (le squadre valdostane e piemontesi sono accorpate).
Il primo turno vede affrontarsi in sei triangolari tutte le compagini dell'Eccellenza abruzzese. Successivamente i vincitori si affrontano in due ulteriori triangolari da cui emergono le due finaliste che si giocano il trofeo in una partita unica in campo neutro.
La coppa viene vinta dalla Renato Curi Angolana che, sul campo neutro di Ortona, sconfigge in finale il San Salvo; nella fasi nazionali la squadra nero-azzurra dopo aver eliminato i molisani dell'Isernia viene sconfitta nei quarti di finale dai sardi del Lanusei.